# 素粒子原子核研究所
素粒子原子核研究所（そりゅうしげんしかくけんきゅうしょ、英: Institute of Particle and Nuclear Studies）は、日本の研究所。大学共同利用機関法人高エネルギー加速器研究機構により設置された大学共同利用機関である。

## 概要

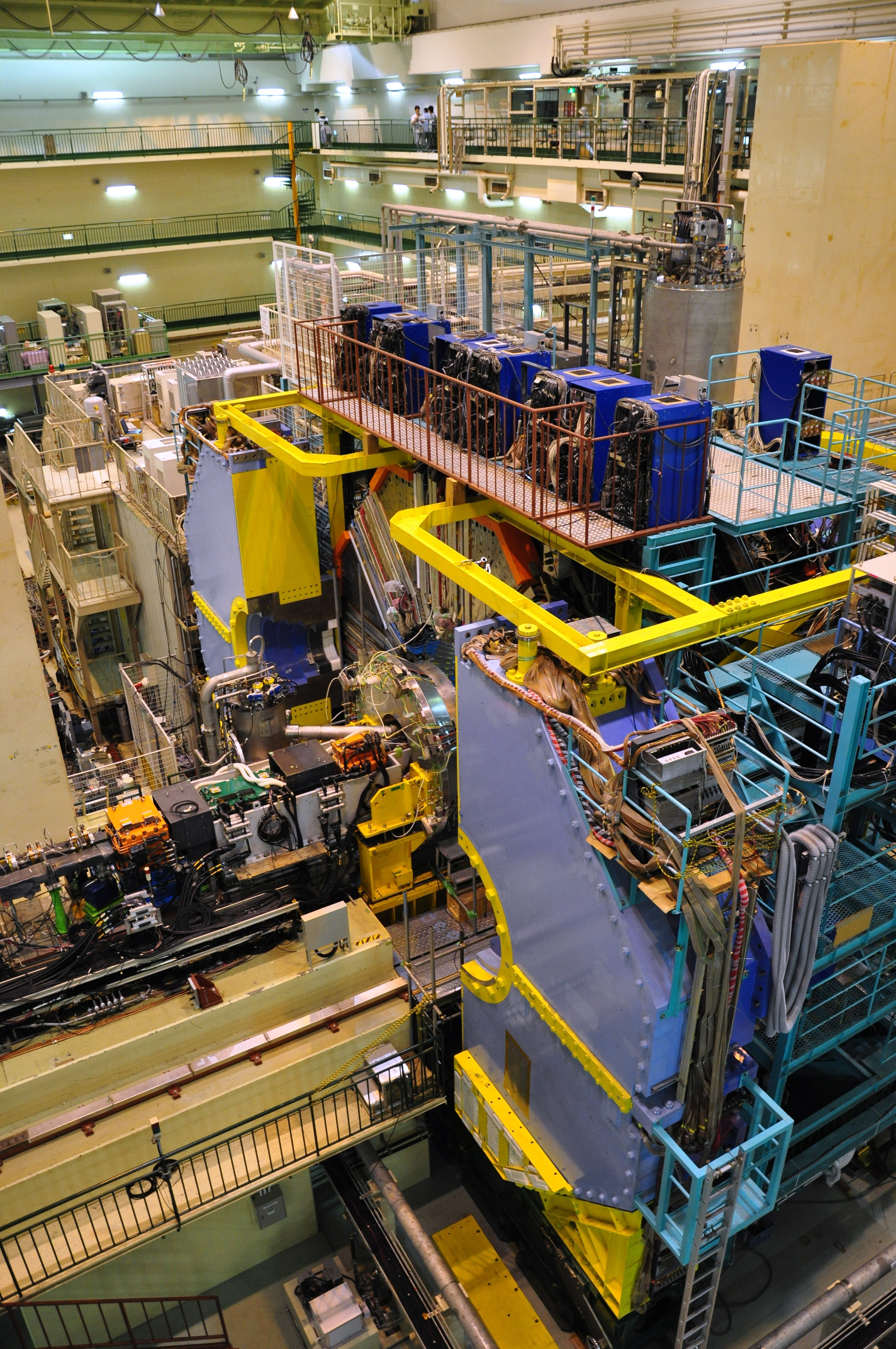
電子陽電子衝突型加速器「KEKB」の測定器「Belle」

物質構造科学研究所、加速器研究施設、共通基盤研究施設と並び、高エネルギー加速器研究機構により設置される大学共同利用機関のひとつである。主として、素粒子物理学、原子核物理学および宇宙物理学の研究を行う研究所である。理論物理学と実験物理学の双方の視点から幅広く研究を行っている。実験物理学に関しては、ビーム衝突型加速器や大強度陽子加速器を用いた実験だけでなく、それにかかわる実験装置や実験手法の開発なども幅広く手掛けている。
なお、国立大学のひとつである総合研究大学院大学の基盤機関のひとつとしても位置づけられている。総合研究大学院大学に設置されている研究科のなかでも、高エネルギー加速器科学研究科とは密接に連携しており、特に素粒子原子核専攻とのかかわりが深い。素粒子原子核専攻では、素粒子原子核研究所のリソースを活用することで、素粒子、原子核、宇宙に纏わる理論と実験に長けた人材の育成を目指している。なお、物質構造科学研究所は物質構造科学専攻とのかかわりが深く、加速器研究施設と共通基盤研究施設は加速器科学専攻とのかかわりが深い。
素粒子原子核研究所の本部は、筑波研究学園都市の北部に位置する高エネルギー加速器研究機構つくばキャンパスに所在する。また、大強度陽子加速器施設「J-PARC」を用いた実験は、高エネルギー加速器研究機構東海キャンパスにて行われており、高エネルギー加速器研究機構と日本原子力研究開発機構が共同で設置したJ-PARCセンターとも連携している。

## 沿革
日本の加速器研究は、文部省の機関である高エネルギー物理学研究所、東京大学の機関である東京大学原子核研究所、および、東京大学中間子科学研究センターが、それぞれ推進していた。しかし、東京大学原子核研究所が筑波研究学園都市に移転する計画が持ち上がると、それを契機として3機関の組織の見直しが議論されることになった。その結果、高エネルギー物理学研究所、東京大学原子核研究所、東京大学中間子科学研究センターの3機関は統合され、1997年4月に高エネルギー加速器研究機構が発足した。同時に、高エネルギー加速器研究機構は、素粒子原子核研究所と物質構造科学研究所の2研究所を大学共同利用機関として設置した。また、これらの研究所を支援する機関として、加速器研究施設と共通基盤研究施設の2施設を設置した。
組織の見直しにおいては、当初は高エネルギー加速器研究機構の下に3研究所を設置する案も取り沙汰されており、放射光に関する業務を集約した「放射光科学研究所」を設立することが検討されていた。しかし、最終的には、加速器の応用分野を2つに大別し、そのうち素粒子、原子核に関する業務を素粒子原子核研究所に集約し、物質科学に関する業務を物質構造科学研究所に集約することになった。
2001年には、ベル実験にてB中間子におけるCP対称性の破れを世界で初めて発見し、物理第二研究系研究主幹の小林誠らがかつて提唱した「小林・益川理論」の正しさを裏付けた。

## 組織
素粒子原子核研究所は、所長の下に副所長と技術調整役が置かれている。また、かつては、その下に物理第一研究系、物理第二研究系、物理第三研究系、物理第四研究系、理論研究系の5つの研究系が置かれていた。さらに、理論研究系の下には、理論グループ、数値理論グループ、ハドロン・原子核・場の理論グループ、宇宙物理理論グループの4グループが設けられていた。また、素粒子原子核研究所運営会議が設けられており、各研究系の研究主幹に加え、高エネルギー加速器研究機構の他の機関の役職員を含む「機構内委員」と、高エネルギー加速器研究機構以外の別の機関の役職員らによる「機構外委員」によって構成されている。

## 主な施設・設備

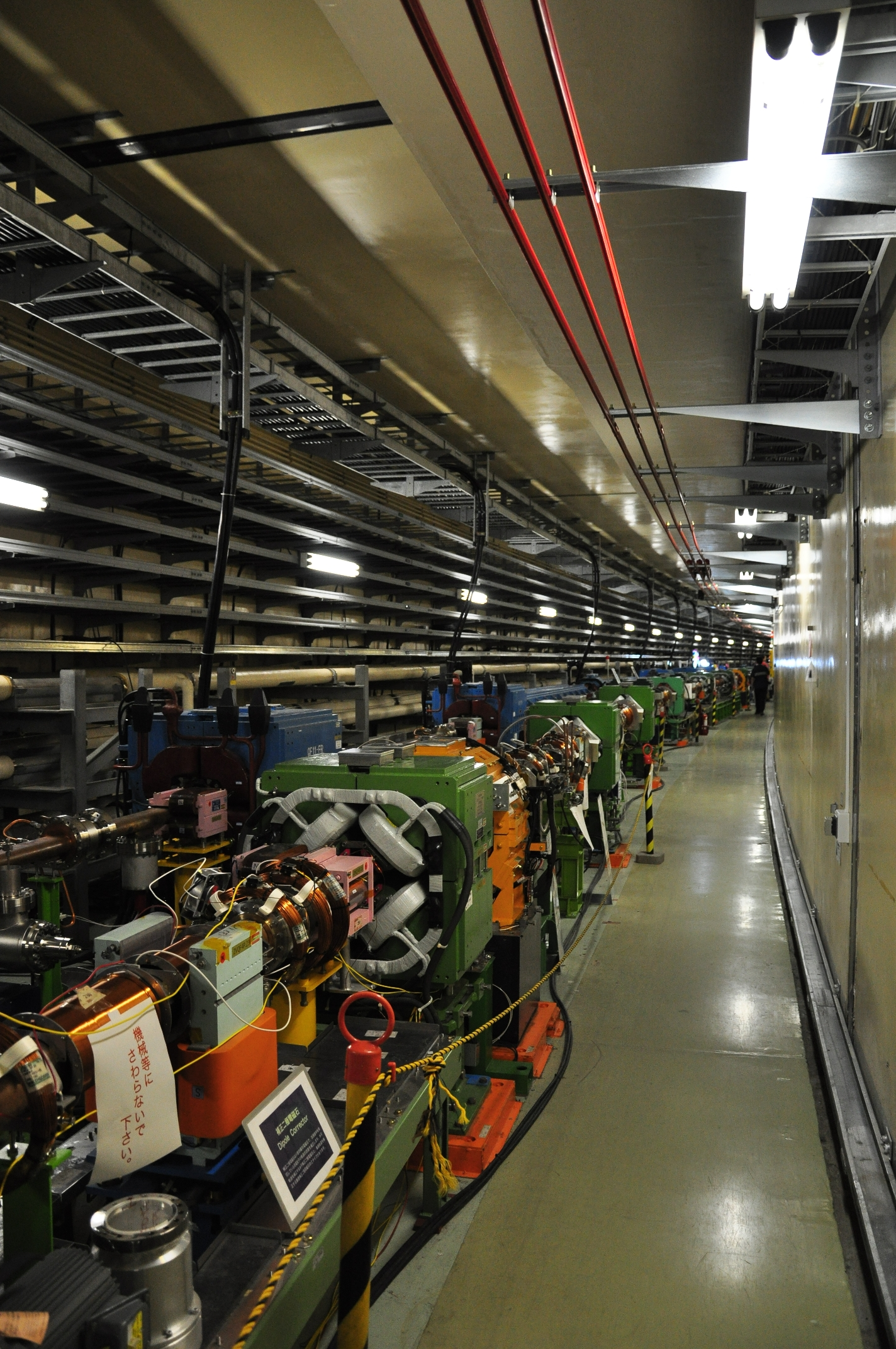
電子陽電子衝突型加速器「KEKB」の電子リングと陽電子リング

Belle
高エネルギー加速器研究機構の電子陽電子衝突型加速器「KEKB」は、電子と陽電子を衝突させ、B中間子、タウ粒子、チャーム粒子を生成していた。この結果を測定するため、測定器「Belle」によるデータ収集と物理解析が行われていた。KEKBとBelleを用いたベル実験においては、B中間子におけるCP対称性の破れが世界で初めて発見された。なお、KEKBは1999年より運転されていたが、「SuperKEKB」への改造を施すため、2010年に運転を停止した。それにともない、Belleによるデータ収集も停止されることになったが、物理解析はその後も続けられている。
Belle II
KEKBに代わる新たな加速器「SuperKEKB」が建造されることになり、2010年より工事が開始された。SuperKEKBはビーム衝突性能が飛躍的に向上しており、KEKBのおよそ40倍に達する。それにともない、より高いビーム強度に対応する測定器も開発されることになり、新たな測定器「Belle II」の開発が進行している。
K2K
研究施設「K2K」は、陽子シンクロトロンから陽子のビームをパイ中間子生成標的へ入射し、それによって生成されたパイ粒子を電磁ホーンで収束し、パイ中間子の崩壊で生じるニュートリノビームを利用できるようにした施設である。東京大学神岡宇宙素粒子研究施設のスーパーカミオカンデと連携した長基線ニュートリノ振動実験において、世界で初めて長基線ニュートリノビームの観測に成功している。1999年から使用されたが、2004年でその役割を終えた。

## 歴代所長
| 素粒子原子核研究所 所長 | 素粒子原子核研究所 所長 | 素粒子原子核研究所 所長 | 素粒子原子核研究所 所長 | 素粒子原子核研究所 所長 | 素粒子原子核研究所 所長                  |
| 代                      | 氏名                    | 氏名                    | 就任日                  | 退任日                  | 前職                                     |
| ----------------------- | ----------------------- | ----------------------- | ----------------------- | ----------------------- | ---------------------------------------- |
| 1                       |                         | 山田作衛                | 1997年                  | 2003年                  | 東京大学原子核研究所所長                 |
| 2                       |                         | 小林誠                  | 2003年                  | 2006年                  | 素粒子原子核研究所物理第二研究系研究主幹 |
| 3                       |                         | 髙﨑史彦                | 2006年                  | 2009年                  | 素粒子原子核研究所副所長                 |
| 4                       |                         | 西川公一郎              | 2009年                  | 2012年                  | 素粒子原子核研究所物理第三研究系研究主幹 |
| 5                       |                         | 山内正則                | 2012年                  | 2015年                  | 素粒子原子核研究所副所長                 |
| 6                       |                         | 徳宿克夫                | 2015年                  | 2021年                  | 素粒子原子核研究所副所長                 |
| 7                       |                         | 齊藤直人                | 2021年                  | 現職                    | J-PARCセンター長                         |